# 輓獣

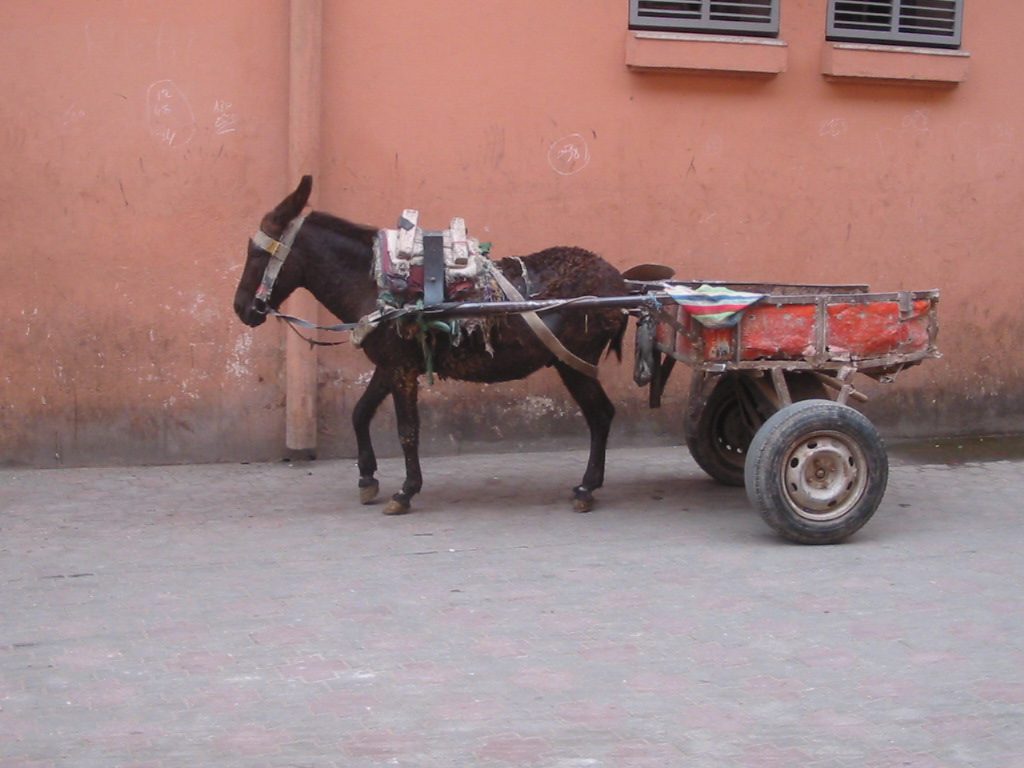
荷車を牽引するラバ

輓獣（ばんじゅう）は、車両やそり、農耕具などを牽引するための動力として用いられる使役動物である。駄獣がその体自体に直接荷物を載せて運ばせるのに対して、輓獣は荷物を載せた車両やそりを牽引することで、より大きく重い荷物を運ばせることができる。また、犂を輓獣に牽かせて耕作することで、田畑をより深く耕すことができる。輓獣として利用される馬のことを特に輓馬（ばんば）という。輓獣に馬車や農耕具などをつなぐことを繋駕という。

## 種類

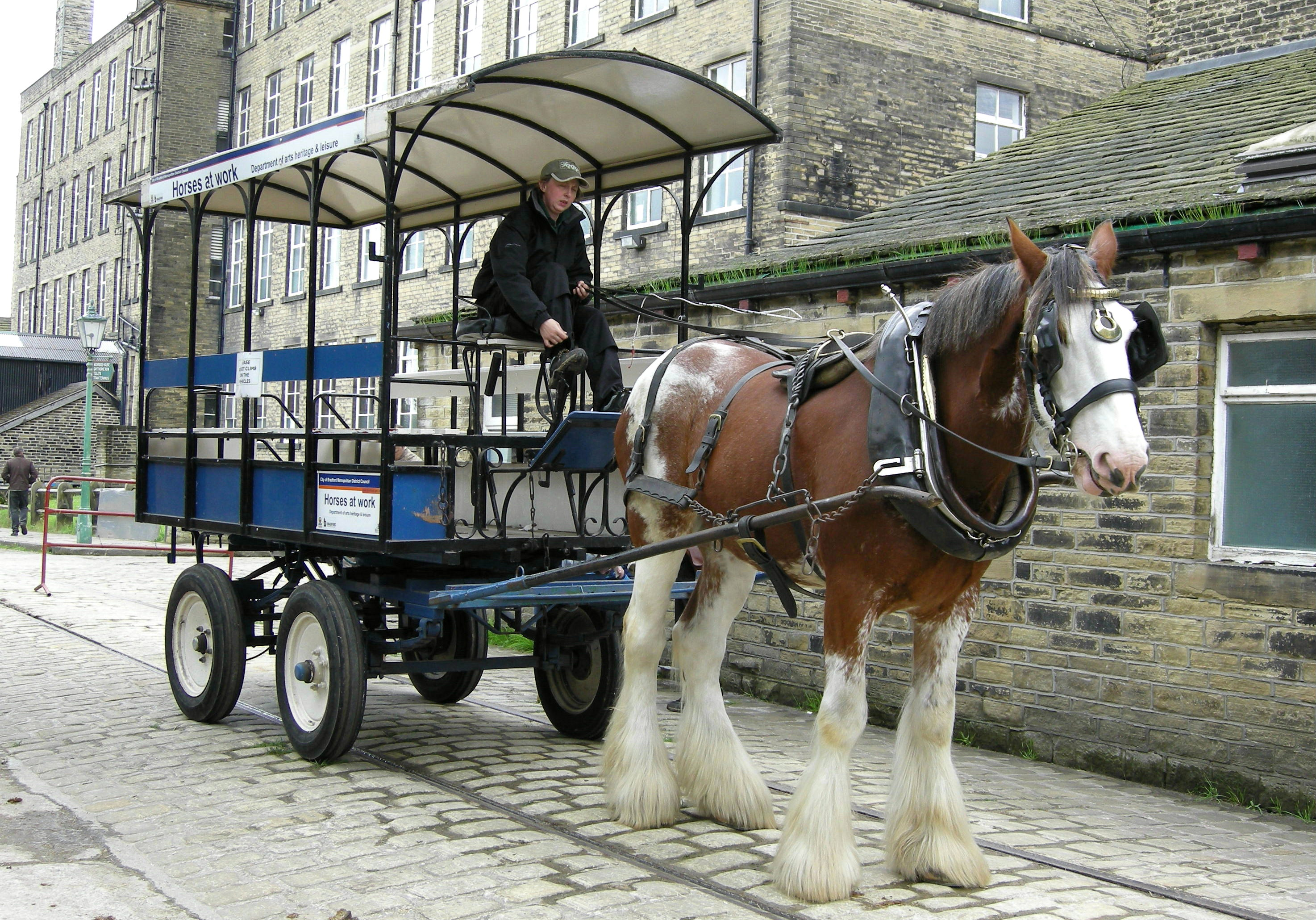
馬車を牽く馬

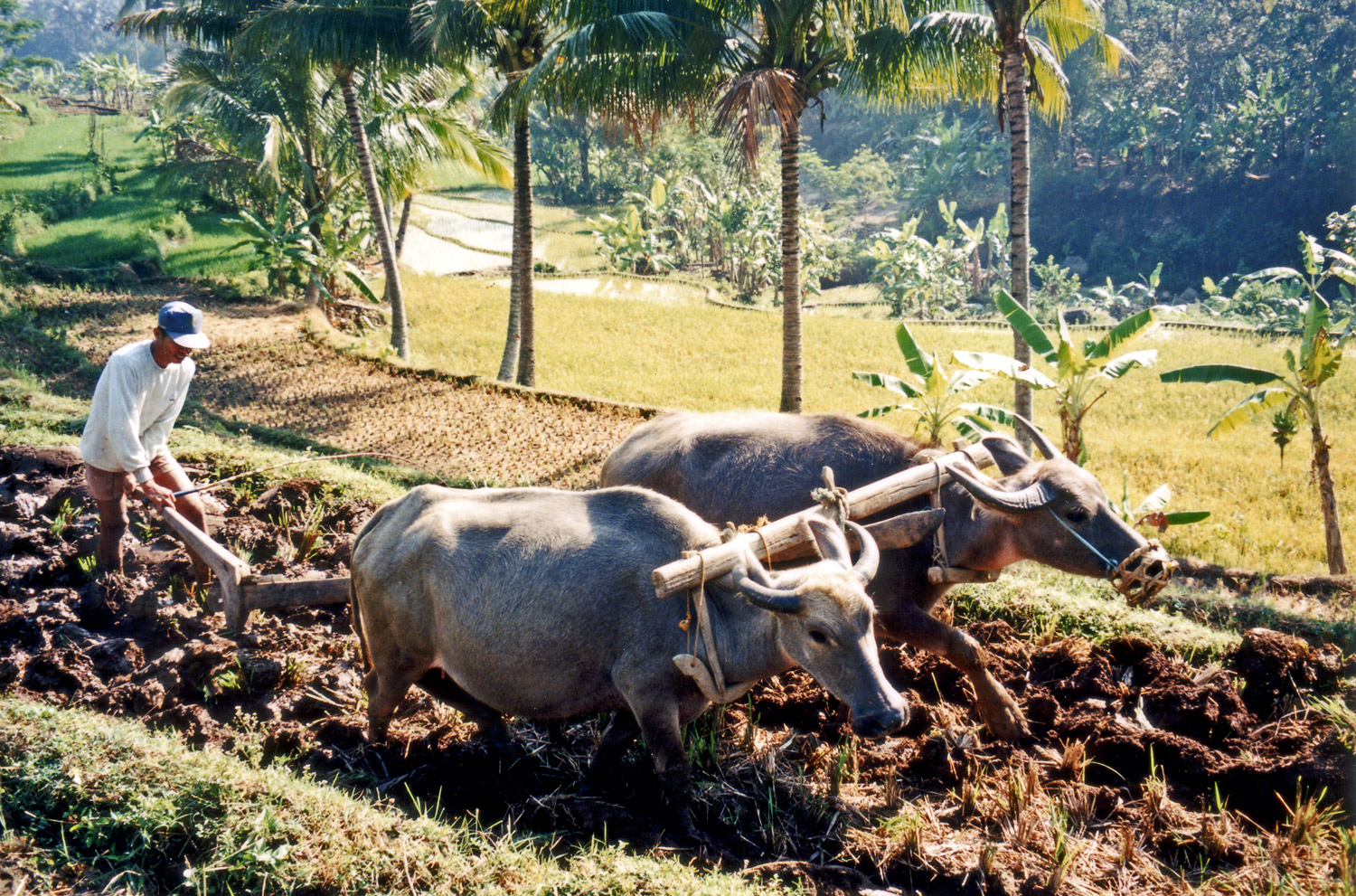
犂を牽くスイギュウ

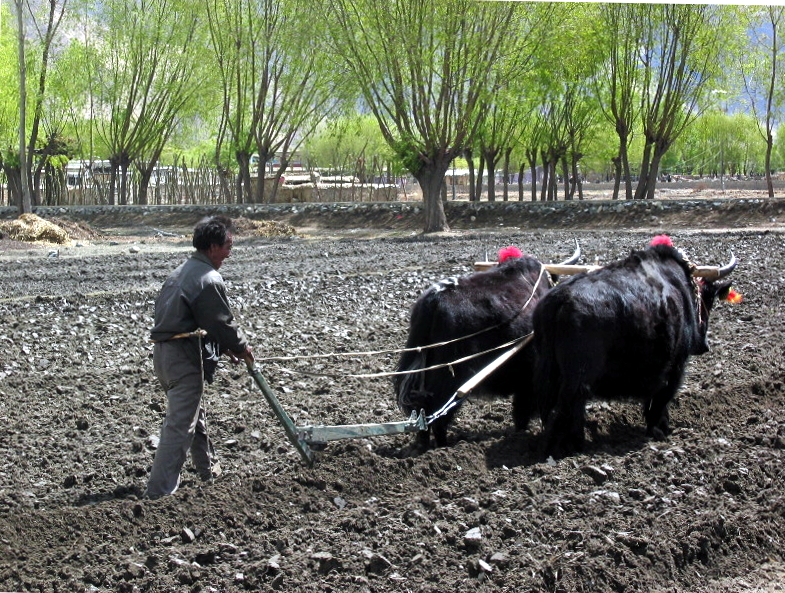
犂を牽くヤク

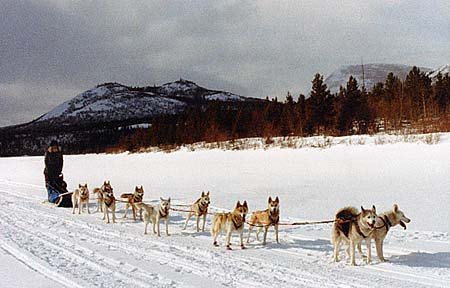
イヌぞり

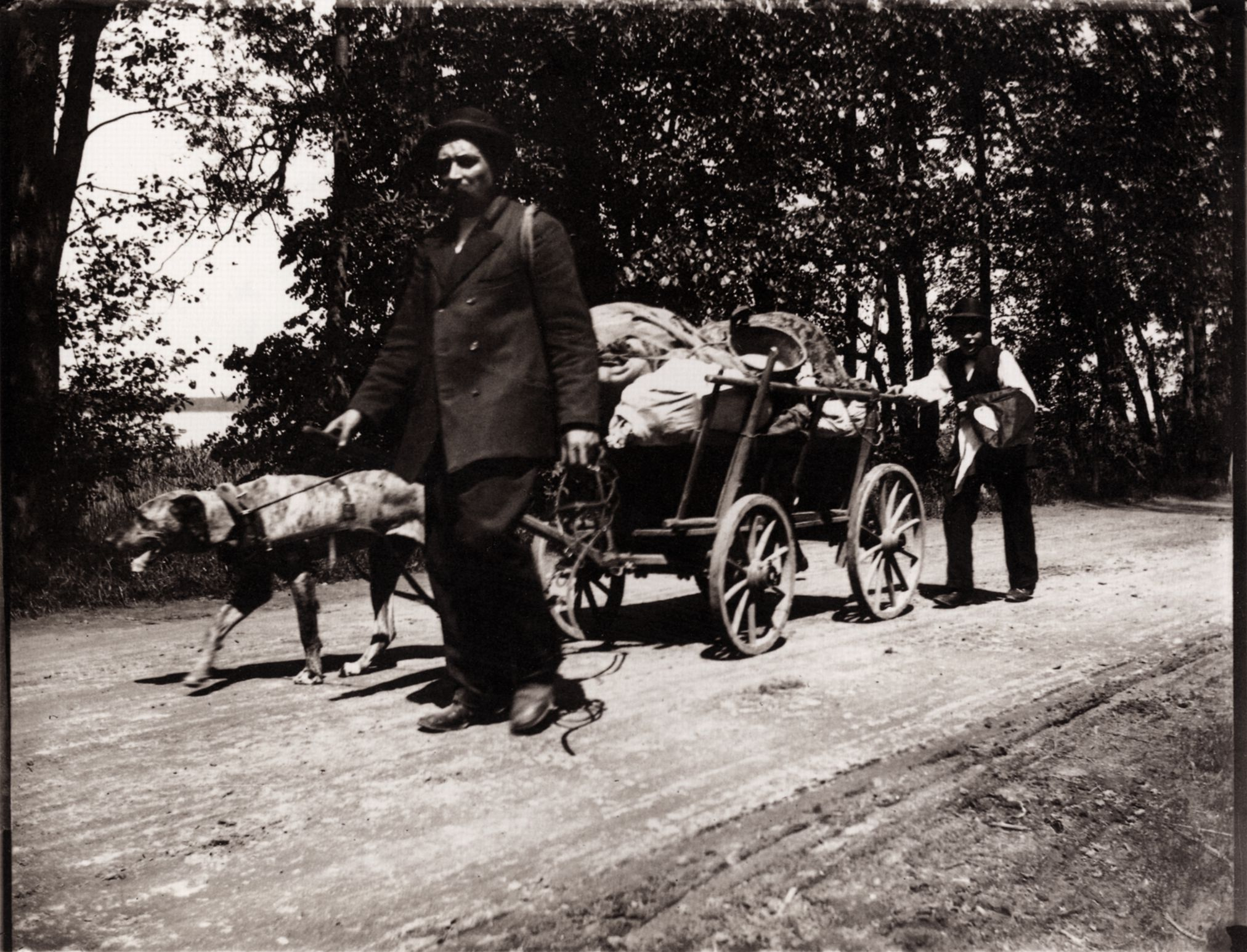
19世紀の写真家ハインリッヒ・ツィレが撮影した行商人と輓曳犬

荷車の牽引や犂牽きにどの種類の動物を利用するかということに関しては、その地域の気候への適性やそこで得られる餌の種類などが影響している。ただし、その地域で古くからその方法が利用されてきたというだけの理由で特定の種類の輓獣の利用が継続され、より強力な輓獣が利用可能であっても移行が進まないといった事例も広くみられた。
ウマ
馬は乗用や輓獣として広い地域で利用されてきた。駄獣としても利用されるが、軽量の物品を高速で輸送したいときなど、比較的機会が限定されており、騎兵用を中心とした乗用利用と、馬車を牽引させる輓獣としての利用が一般的である。チャリオットの牽引や騎兵による利用は古代から重要であった。これに対して荷車の牽引には、当初は馬より牛が利用されていたと考えられており（後述）、また、ロバやラバの時代も経て次第に馬に切り替わっていった。犂を牽かせる動物としてはずっと牛が利用されていたが、中世ヨーロッパにおいて三圃式農業の普及により馬に飼料として与えるカラスムギの生産が広まり、また牛より馬のほうが犂引きが速いことなどから、次第に馬に転換していった。
馬の品種改良が進んで重種馬が出現するようになると、馬車の利用がさらに広まって一般的なものとなっていった。これに合わせて道路網の改良も進んだ。鉄道が発明される直前のイギリスでは全土を覆う郵便馬車網が発達しており、徒歩に比べて相当程度高速で移動できた。
また、車輪とレールを組み合わせた鉄道においても、馬車鉄道という形で利用されていた。
寒冷な地方・時期では馬ゾリも利用される。第二次世界大戦頃までは、早くに機械化されたアメリカ軍以外の陸軍の兵站を担っていた。同様に当時までは砲科でも輓馬による大砲の移動が一般的に行われており、輓馬を御すことは砲の取り扱いや砲撃目標観測と並んで砲科の将兵が習得すべき重要な技能であった。
ロバ
ロバは馬に比べて足が遅いが、より重い荷車を牽引させることができる。また、暑い地方にもともと分布しており、そうした地域でよく利用されてきた。足が遅いことに加え、体格上、胴体中央部に座っても前にずり落ちやすく、それを避けるために後足の上部に座ると歩くときの振動が直接伝わってきて疲労しやすいため、もっぱら駄載用・輓曳用に利用されてきた 。
ラバ
オスのロバとメスの馬を掛け合わせてできたのがラバで、雑種強勢により体格が大きく粗食に耐え耐久性もあることから、広く輓獣として利用されてきた。ラバに牽かせた車両を何両も連ねた隊列をミュール・トレイン (mule train) と呼び、アメリカの西部開拓などで大きな役割を果たしてきた。メスの馬についていく習性があることから、ミュール・トレインの先頭にはメスの馬を行かせる習慣があった 。
ケッテイ
ラバとは逆に、オスの馬とメスのロバを掛け合わせてできたのがケッテイ（駃騠）で、同様に輓獣としての利用がなされる。しかし、ラバに比べてケッテイは生産が難しいうえに、耐久性や力の面でもラバのほうが優れていることから、ケッテイの家畜としての利用はあまり広まらなかった 。
ウシ
牛は最も古い時代から輓獣として利用されてきた動物で、世界中の多くの文明で牛車を使う習慣があった。また犂を牽かせるためにも広く利用されてきた。紀元前3200年頃のメソポタミアの遺跡から出土した物品の飾りとして描かれた牛を見ると、既にその当時車両の牽引や犂牽きのために用いられていたことが分かる。牛耕の導入は鉄製農具の普及と並び農業生産性を著しく向上させた。一部の文明では後に主な輓獣が馬に移行したが、近代的な交通機関の普及まで牛を輓獣として利用し続けた文明も多い。
スイギュウ
水牛は、中国・東南アジア・インドなどアジアの熱帯に近い地方で広く用いられている。熱帯の植物を主食とし、穀物飼料や濃厚飼料中心の飼養に向かないので寒い地方では利用できないが、一方で暑さにも弱く、1日に3時間は水に浸からなければならないので、水辺での生活が欠かせない。移動速度は高くないが、牛よりも牽引力が大きく粗食に耐えるので、荷車の牽引用として優れている。また、水田において代掻きを行うといった用途にも重要であった 。
ラクダ
ラクダは車両やソリの牽引に利用される例は少ないが、犂を牽かせる農耕用の目的では利用されることがある。乾燥地域ではラクダを運搬に利用し、耕作可能な土地に到着すると犂を牽かせるといった利用がされている。
ゾウ
象は4,000年ほど前から使役動物として利用されており、輓獣としては製材業者などが木材を持ち上げたり牽引させるために利用している。駄獣としての象の利用は限定されたものであるが、輓獣としては他にない強い力を利用するためなどに使役されたことがある。また古代においてはチャリオット（戦車）を牽かせるために象を用いたことがあり、軍事的な利用もされていた。
トナカイ
トナカイはラップランド・シベリア・北アメリカ北部などの寒冷地帯で乗用・駄載用・輓用など各種の目的として利用されている。駄獣としての利用は一部の民族に限られているが、ソリの牽引用には広く用いられている。かなり古くからトナカイを家畜として利用してきたのではないかと考えられているが、ソリの牽引にいつ頃から使用されるようになったのかははっきりした証拠がなく、意見が分かれている。
イヌ
犬は駄獣としての利用はごく限られているが、輓獣としては犬ぞりを牽かせるために広く用いられている。馬に比べて寒冷に強く、また食料も寒冷地でも手に入る肉を食べさせることができるので、寒冷地ではソリを牽かせるために馬よりも向いている。アムンセンとスコットの南極点到達競争において、アムンセンが先に到達して生還したのに対し、スコットは遅れを取った上に帰途で死亡してしまった大きな理由の1つとして、アムンセンはイヌぞりを主力にしたのに対し、スコットは馬のソリを主力にしたということが挙げられる。
また、かつて四国や九州の森林鉄道などで、機関車の代わりに犬に車両の牽引をさせていた記録がある。
犬がけん引するリアカーをドッグカート (荷車)と呼ぶ。

## 輓曳の方法と歴史

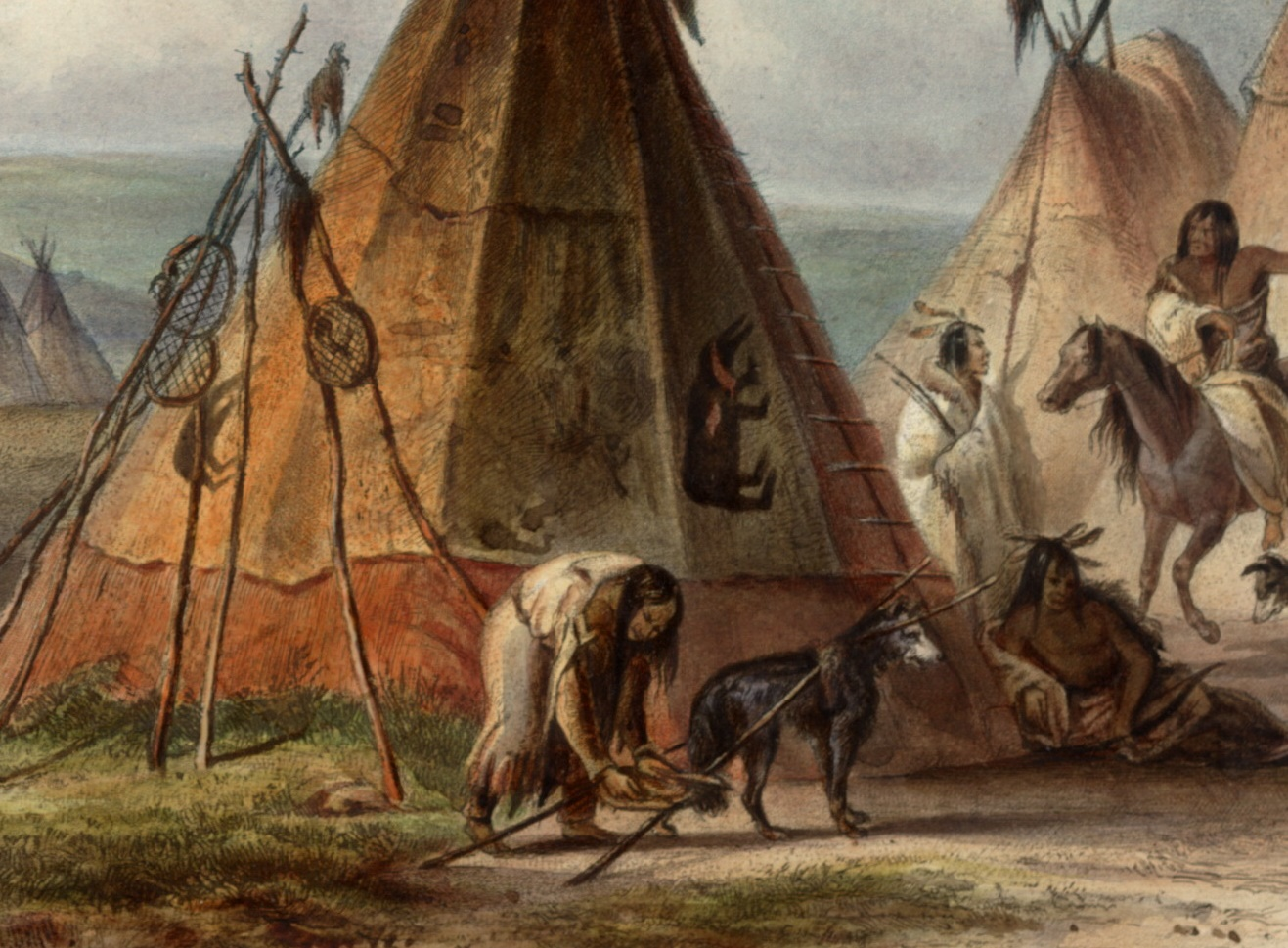
犬にトラヴォイを付ける北アメリカ先住民アシニボインの酋長。トラヴォイは、車輪が発明されるまで多くの文化で使用されていたと考えられている。

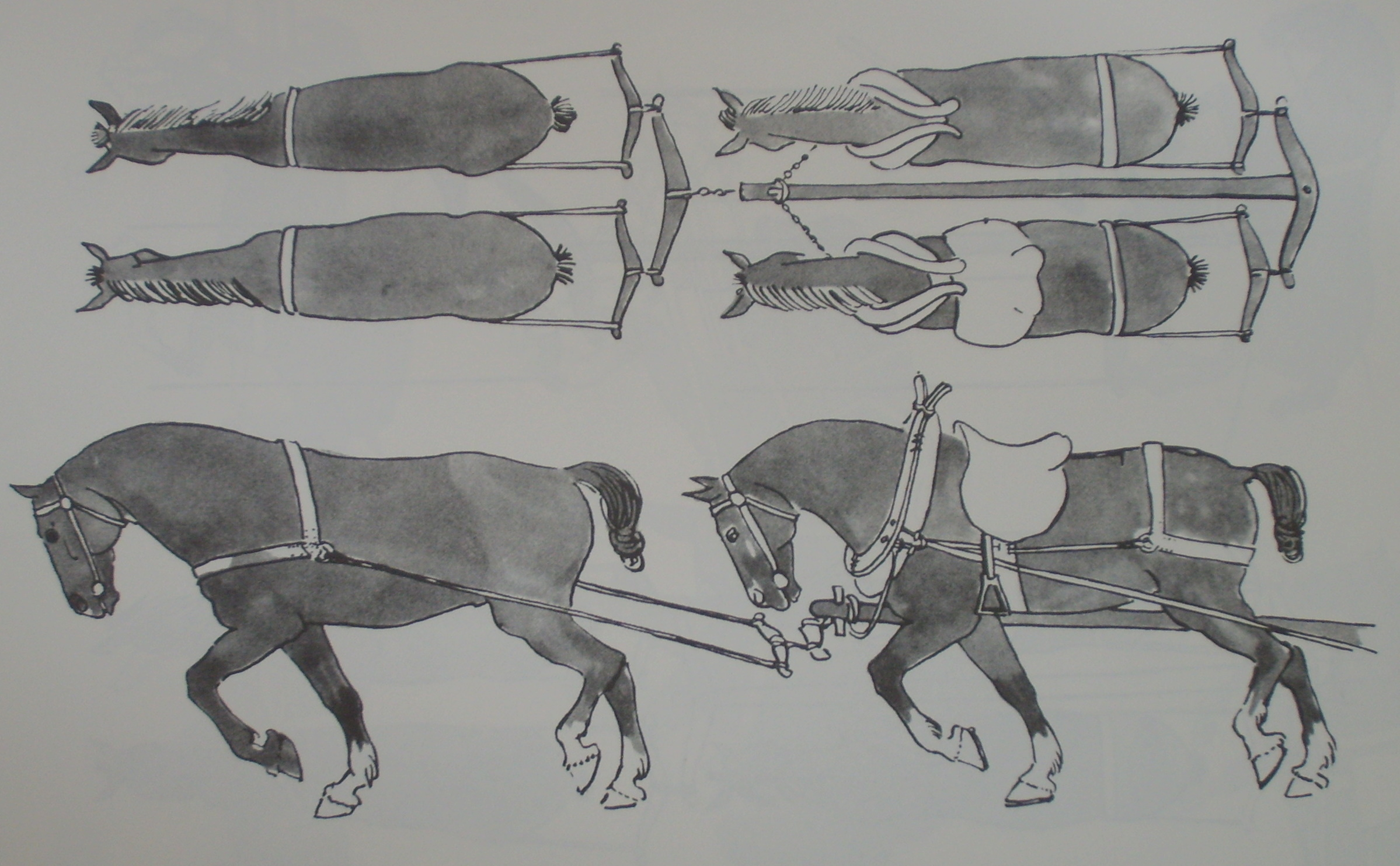
4頭立て馬車の牽引方法を上から見た図

輓獣の利用は、メソポタミアのウルクにおいて発掘された紀元前3000年ほど昔の粘土板に記載された内容から、この時代には既に行われていたと考えられている。犂を雄牛に牽かせる方法や、車両やソリの牽引といった内容が既に見られる。その頃は牛の角に棒を固定して、車両やソリをそこに結び付けて牽引させる方法が採られていた。当初は操向可能な車輪がなかったので、四輪の車両では向きを操作することが困難で、二輪の車両が中心であった。また中央に牽引用の棒をおき、その両側に輓獣を配置するという方法であったので、輓獣は必ず2頭立てで用いられていた。紀元前2世紀頃に、中国の文献で初めて両側に牽引棒を配置して、その間に1頭のみ輓獣を置くという方法が出てくるようになった。
輓獣から牽引力を取り出すために、輓獣に牽引棒を固定するための道具を軛（くびき）といい、また軛を含み車両やソリを牽引する機構全体を輓具（ばんぐ）という。軛を頸に置く方法は頸環式輓具と呼び、肩甲骨に沿って頸環が取り付けられ、肩の部分から牽引力が発生する。軛を背につける方式は胸繋式輓具と呼び、胸の部分から牽引力が発生する。
牽引力を肩や胸から発生させる方式はどちらも古代から利用されてきたが、頸環を用いた方式は中世頃に発明されたもので、これにより輓獣の利用効率が高まった。古代では、首と胴の部分に輪をかけるthroat-and-girth方式のハーネスが使われていたが、この方法では首が閉まって窒息するので能力を発揮するのが困難だった。また胸のところから牽引力を発生させる方式でも胸の血管を圧迫して力を発揮できなかったため、中世になると胴体と胸のところにかかるハーネスによって負担の分散化が行われた。
右に示した4頭立て馬車の図では、左側の馬が胸繋式輓具を、右側の馬が頸環式輓具を使用している。
複数の輓獣を利用するときには、軛をつけない動物を外側に配置することがある。重い輓具をつけることは輓獣にとっては不快であるが、群れをなす性質を利用することにより、外側の輓具をつけない動物が走るのにつれて内側の輓具をつけた輓獣も走る気を起こすからである。また旧約聖書の申命記二二・十によれば、牛とロバを組にして犂を牽かせることが禁じられていたが、この布告にもかかわらず牛とロバ、あるいはラバを組み合わせて犂を牽かせることは一般的であった。

## 牽引力
馬と牛では、牛の方が牽引力が大きいが、馬の方が牽引速度が速いという特徴がある。人、馬、牛が8時間労働した時の平均的な牽引力と速度を表に示す。
| 路面の状況 | 人     | 人       | 馬     | 馬       | 牛     | 牛       |
| 路面の状況 | 牽引力 | 平均速度 | 牽引力 | 平均速度 | 牽引力 | 平均速度 |
| ---------- | ------ | -------- | ------ | -------- | ------ | -------- |
| 良好       | 15 kg  | 0.80 m/s | 60 kg  | 1.25 m/s | 70 kg  | 0.80 m/s |
| やや悪     | 12 kg  | 0.64 m/s | 48 kg  | 1.00 m/s | 56 kg  | 0.64 m/s |
| 最悪       | 9 kg   | 0.48 m/s | 36 kg  | 0.75 m/s | 42 kg  | 0.48 m/s |

また機関車であれば、用いる両数を増やしただけ牽引力も増加していくが、動物の場合は頭数を増やしても牽引力は比例して増加せず、次第に効率が悪くなるという特徴がある。
| 人畜の数 | 1    | 2    | 3    | 4    | 5    | 6    | 7    | 8    |
| 力の割合 | 1.00 | 1.92 | 2.61 | 3.20 | 3.65 | 3.84 | 3.85 | 3.92 |